# Grünow (bei Prenzlau)
Grünow ist eine amtsangehörige Gemeinde im Landkreis Uckermark im Nordosten Brandenburgs.

## Geografie
Die uckermärkische Gemeinde Grünow liegt unmittelbar östlich der Kreisstadt Prenzlau in einem Grundmoränengebiet, das sich zwischen den parallel verlaufenden Tälern der Ucker und Randow ausbreitet. Die hügelige Gegend (35 bis 87 m ü. NHN) ist durch viele kleine Seen und Tümpel sowie durch eine intensive Landwirtschaft gekennzeichnet.
Das Dorf liegt am Grünower See (Bild). In der Nähe des Dorfes befinden sich in südwestlicher Richtung der Nord- und Südkoppelsee, weiter in südwestlicher Richtung die Moosbruchseen in der Gemarkung Moosbruch.
In der Nähe des Ortsteils Dreesch liegt der Klare See (nördlich von Dreesch, an der Straße nach Grünow) sowie südöstlich die Prähnsseen (Großer und Kleiner Prähnssee) in der Nähe der Straße nach Bietikow.

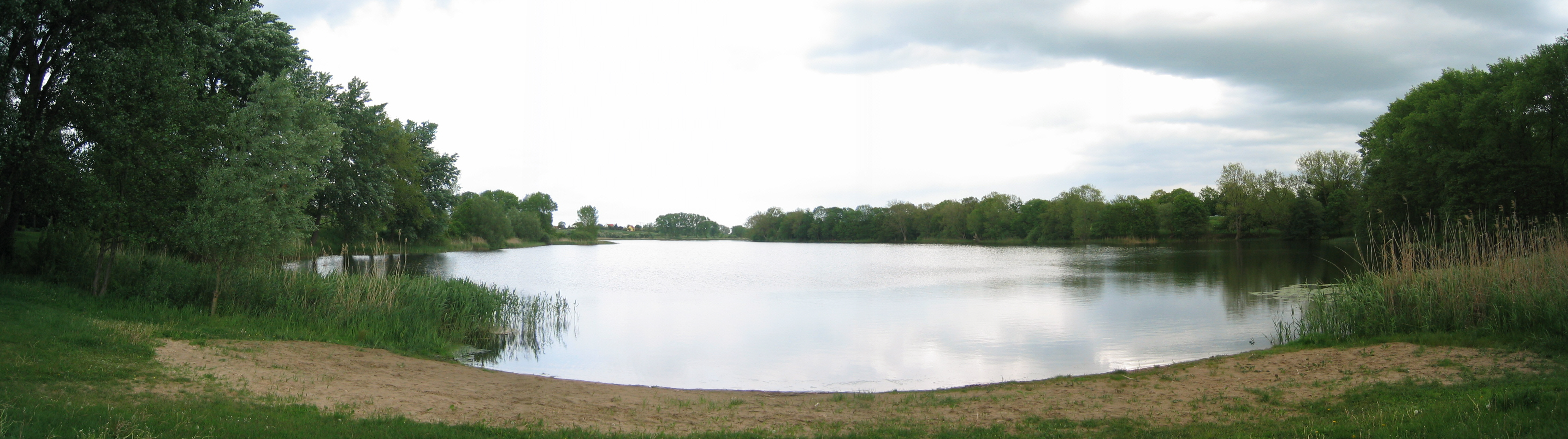
Grünower See

## Gemeindegliederung
Zur Gemeinde Grünow gehören die Ortsteile
- Damme
- Dreesch
- Drense
- Grünow

sowie die Wohnplätze Ausbau Weidendamm, Heises Hof und Mönchehof.

## Geschichte
Verwaltungszugehörigkeit
- 1817–1947: Landkreis Prenzlau, Provinz Brandenburg, Preußen
- 1947–1952: Landkreis Prenzlau, Land Brandenburg, SBZ/DDR
- 1952–1990: Kreis Prenzlau, Bezirk Neubrandenburg, DDR
- 1990–1993: Kreis Prenzlau, Brandenburg
- seit 1993: Landkreis Uckermark, Brandenburg

Die Gemeinde gehörte von 1992 bis zu dessen Auflösung 2001 zum Amt Prenzlau-Land und wechselte dann zum Amt Gramzow.
Die Orte Damme und Drense wurden am 31. Dezember 1997 nach Grünow eingemeindet.

### Ortsteil Grünow
1287 das erste Mal urkundlich erwähnt, war Grünow eine Gründung deutscher Kolonisten mit engen Verbindungen zum Nonnenkloster in Seehausen. In der Mitte des 17. Jahrhunderts gehörte Grünow zum Amt Gramzow. Um 1900 gab es im Ort ein Gut, Halbbauern, Arbeiterfamilien und einige Handwerker.

### Ortsteil Damme
Der Ort Damme taucht 1354 erstmals in einer Urkunde auf. 1930 wurde das Gut aufgesiedelt: die neuen Häuser lagen nahe den dazugehörigen Äckern, so dass Damme heute mit vier Kilometern ein ausgesprochen langgezogenes Dorf ist.

### Ortsteil Dreesch
Als Vorwerk Drösch 1792 angelegt, gehörte der Ort der Familie von Arnim auf Kröchlendorff. 1977 erfolgte der Wechsel aus der ehemaligen Gemeinde Bietikow (heute Uckerfelde) in die Gemeinde Grünow.

### Ortsteil Drense
Noch heute ist der Burgwall der Ukranen in Drense zu erkennen, der aus dem 8. Jahrhundert stammt. In Urkunden der Jahre 1240 bis 1248 wird auf die Burg hingewiesen. In den 1980er Jahren wurden bei Ausgrabungen Handelswaren aus Polen, Mähren und der Kiewer Rus gefunden.

## Bevölkerungsentwicklung
| Jahr | Einwohner |
| ---- | --------- |
| 1875 | 393       |
| 1890 | 439       |
| 1910 | 465       |
| 1925 | 532       |
| 1933 | 455       |
| 1939 | 462       |

| Jahr | Einwohner |
| ---- | --------- |
| 1946 | 723       |
| 1950 | 717       |
| 1964 | 560       |
| 1971 | 532       |
| 1981 | 482       |
| 1985 | 471       |

| Jahr | Einwohner |
| ---- | --------- |
| 1990 | 0 419     |
| 1995 | 0 442     |
| 2000 | 1 017     |
| 2005 | 0 990     |
| 2010 | 0 923     |
| 2015 | 0 941     |

| Jahr | Einwohner |
| ---- | --------- |
| 2020 | 946       |
| 2021 | 959       |
| 2022 | 982       |
| 2023 | 968       |
| 2024 | 956       |

Gebietsstand des jeweiligen Jahres, Einwohnerzahl: Stand 31. Dezember (ab 1991), ab 2011 auf Basis des Zensus 2011, ab 2022 auf Basis des Zensus 2022

Der Anstieg der Bevölkerungszahl zwischen 1995 und 2000 ist auf die Eingemeindung von Damme und Drense im Jahr 1997 zurückzuführen.

## Politik

### Gemeindevertretung
Die Gemeindevertretung von Grünow besteht aus neun Gemeindevertretern und dem ehrenamtlichen Bürgermeister. Die Kommunalwahl am 26. Mai 2019 führte zu folgendem Ergebnis:
| Partei / Wählergruppe             | Stimmenanteil | Sitze |
| --------------------------------- | ------------- | ----- |
| Wir für Grünow                    | 21,7 %        | 2     |
| Einzelbewerber Eckhard Kittendorf | 12,7 %        | 1     |
| Einzelbewerber André Cunow        | 12,4 %        | –     |
| Freiwillige Feuerwehr Grünow      | 12,0 %        | 1     |
| Einzelbewerber Jens Seligmann     | 11,4 %        | 1     |
| AfD                               | 09,4 %        | 1     |
| Einzelbewerberin Claudia Wege     | 09,1 %        | 1     |
| Die Linke                         | 07,5 %        | 1     |
| Einzelbewerber Wolfgang Britt     | 03,7 %        | 1     |

André Cunow kandidierte sowohl als Gemeindevertreter als auch als Bürgermeister. Da er die Wahl zum Bürgermeister annahm, bleibt nach § 60 (3) des Brandenburgischen Kommunalwahlgesetzes sein Sitz in der Gemeindevertretung unbesetzt.

### Bürgermeister
- 1998–2003: Hans-Ulrich Metscher[10]
- 2003–2014: Monika Borchert[11]
- seit 2014: André Cunow[12][13]

Cunow wurde in der Bürgermeisterwahl am 9. Juni 2024 bei einem Gegenkandidat mit 67,9 % der gültigen Stimmen für eine weitere Amtszeit von fünf Jahren wiedergewählt.

## Sehenswürdigkeiten
In der Liste der Baudenkmale in Grünow stehen die in der Denkmalliste des Landes Brandenburg eingetragenen Denkmäler.
- Schafstall mit Gaststätte und Gästezimmer am Grünower See
- Frühgotische Feldsteinkirche in Grünow

## Wirtschaft und Infrastruktur
Neben der Agrarproduktion und einer Baumschule gibt es in der Gemeinde einige kleinere Handwerksbetriebe. Grünow konnte durch Zuzug junger Familien aus dem nahen Prenzlau eine günstigere Altersstruktur erreichen.
Verkehr
Grünow liegt an der Landesstraße L 25 zwischen Prenzlau und der Autobahnanschlussstelle Prenzlau-Süd an der A 20 (Kreuz Uckermark–Lübeck).
Der nächste Bahnhof liegt im rund sechs Kilometer entfernten Prenzlau, nachdem die Nebenbahnlinien Prenzlau–Löcknitz und Damme–Gramzow mit den Haltepunkten Grünow, Drense und Damme 1995 stillgelegt wurden.

## Persönlichkeiten
- Jean Villain (1928–2006), Journalist und Schriftsteller, lebte in Dreesch
- Wolfgang Herrmann (* 1939), Politiker, lebt in Dreesch